# 감지금니 묘법연화경 권3~4
감지금니 묘법연화경 권3~4(紺紙金泥 妙法蓮華經 卷三~四)는 대한민국 경상북도 경주시 국립경주박물관에 있는 고려 말기의 필사본 불경이다. 1963년 1월 21일 대한민국의 보물 제314호로 지정되었다.

## 개요
묘법연화경은 줄여서 ‘법화경’이라고 부르기도 하며, 부처가 되는 길이 누구에게나 열려 있다는 것을 기본사상으로 하고 있다. 묘법연화경은 천태종의 근본경전으로 화엄종과 함께 우리나라 불교사상 확립에 크게 영향을 끼쳤다.
감지금니묘법연화경 권3~4(紺紙金泥妙法蓮華經 卷三~四)은 법화경의 내용을 청색 종이에 금색 글씨로 옮겨 쓴 것으로 권3과 권4  2책이 전해진다. 병풍처럼 펼쳐서 볼 수 있는 형태로 되어있으며, 접었을 때의 크기는 세로 31cm, 가로 11cm이다. 
책 겉표지는 권3·4의 문양이 약간 다르지만 공통적으로 책 제목이 있고, 그 주위에 화려한 꽃무늬가 장식되어 있다. 다른 권은 없어지고 이 책만 남아서 책을 펴내게 된 경위와 만들어진 정확한 연대를 알 수 없으며, 다만 권3 끝에 '施主權圖南(시주권도남)'이라고만 씌여 있다.
글자를 매우 유려하게 정성들여 썼고 금색도 선명히 남아 있는 고려 후기에 펴낸 책으로 추정된다.

## 같이 보기
- 묘법연화경

## 참고 자료
- 감지금니 묘법연화경 권3~4 - 국가유산청 국가유산포털